# Сидозеро (озеро)
Сидозеро — пресноводное озеро на территории Подпорожского городского поселения Подпорожского района Ленинградской области.

## Общие сведения
Площадь озера — 1 км², площадь водосборного бассейна — 12,2 км². Располагается на высоте 81,5 метров над уровнем моря.
Форма озера лопастная, продолговатая: оно почти на два километра вытянуто с запада на восток. Берега изрезанные, каменисто-песчаные, преимущественно возвышенные.
Из северо-западного залива Сидозера вытекает протока, впадающая в Лендозеро, из которого берёт начало река Челма, впадающая в реку Важинку, правый приток Свири.
Ближе к юго-западному берегу Сидозера расположены два небольших острова без названия.
На юго-западном берегу водоёма располагается покинутая деревня Сидозеро. На северном берегу — садоводство, к которому подходит дорога местного значения 41К-721 («Подъезд к дер. Яковлевская»).
Код объекта в государственном водном реестре — 01040100711102000015297.